# Kholosa Biyana
Kholosa Biyana (* 6. September 1994 in Ngcobo) ist eine südafrikanische Fußballspielerin.

## Karriere

### Klub
Nach ihrer Zeit bei der University of KwaZulu-Natal wechselte sie nach Spanien, wo sie Anfang 2020 bei Sporting Gijón unterschrieb. Durch die COVID-19-Pandemie verschob sich ihr Debüt für die Mannschaft aber auf den Herbst des Jahres. Im Sommer 2022 endete ihr Vertrag hier dann schließlich.

### Nationalmannschaft
Mit der südafrikanischen Nationalmannschaft nahm sie an der Weltmeisterschaft 2019 teil. Auch beim Afrika-Cup 2022 war sie Teil des Kaders. Am Ende gewann ihr Team im Finale gegen Marokko das Turnier und wurde somit erstmals in der Geschichte der Mannschaft zum Afrikameister. So gelang dann ihrem Team die Qualifikation für die Weltmeisterschaft 2023.